# Élévation du potentiel de terre

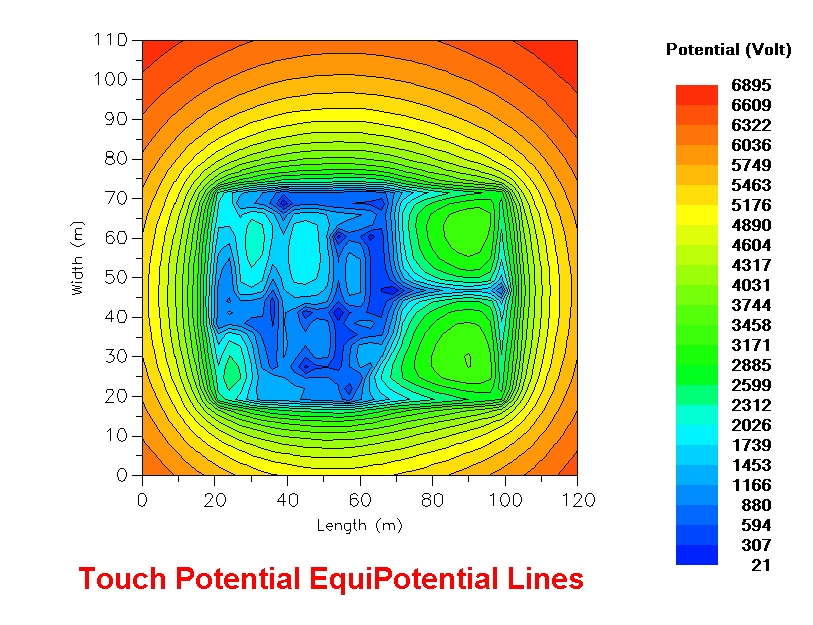
Calcul par ordinateur du gradient de tension autour d'une petite sous-station. Lorsque le gradient de tension est élevé, il existe un risque de choc électrique pour les passants.

En génie électrique, une élévation de potentiel de terre (EPT) se produit quand un courant électrique de forte intensité s'écoule à la terre. Le potentiel électrique est plus élevé au point où le courant pénètre dans le sol, et diminue avec l’éloignement de ce point. L’élévation du potentiel de terre doit être prise en compte dans la conception de postes de distribution électrique en raison du risque que représente la présence d’un potentiel élevé  pour les personnes et les biens. Le gradient de potentiel (variation de tension avec la distance) peut être si important qu'une personne pourrait être blessée en raison de la tension développée entre ses deux pieds, ou entre le sol et sa main. Tout conducteur relié à la terre d’un poste de distribution, tels que des fils de lignes  téléphoniques, des rails, une clôture, ou de la tuyauterie métallique, peut également propager l’élévation du potentiel de terre  en dehors du poste de distribution créant un danger pour les personnes et les biens situés à l’extérieur.

## Causes
L’élévation du  potentiel de terre (EPT) est  généralement provoquée par des courants de défaut qui peuvent se produire au niveau des postes de distribution électrique, des centrales électriques, ou des lignes à haute tension. Un  courant de défaut  circule à travers la structure des installations jusqu’au point de mise  à la  terre. Comme la résistance de la terre est finie, le courant injecté au niveau du point de mise à la terre produit une élévation de potentiel par rapport à un point de référence distant. L’élévation du potentiel de terre peut causer des tensions dangereuses à plusieurs centaines de mètres de l'emplacement du défaut réel. De nombreux facteurs déterminent le niveau de danger: la valeur du courant de défaut mis en jeu, le type de sol, l’humidité du sol, la température, la nature des roches sous-jacentes, et le délai d’interruption du défaut. 

## Sécurité
L’élévation du potentiel de terre peut induire des risques en présence de lignes  de transport de l’énergie électrique et de lignes de télécommunications. Un événement EPT sur un site comme un poste de  distribution électrique peut exposer les personnes ou des systèmes à des tensions dangereuses. 

## Tension de pas et tension de contact
La tension de pas est la tension entre les pieds d'une personne se tenant debout près d’un point d’injection du courant à la terre. Elle est égale à la différence de tension, donnée par la courbe de distribution de tension, entre deux points situés à différentes distances du point d’injection. Une personne peut être blessée lors d'un défaut tout simplement en se tenant debout près du point de mise à la terre. Ce phénomène explique aussi les foudroiements de quadrupèdes lors d’orages. 
La « tension de contact » est la tension entre les mains en contact avec un objet  et les pieds. Elle est égale à la différence de tension entre l'objet et le point d’appui des pieds. La tension de contact peut être d’autant plus grande que la mise à la terre  de l’objet se trouve en un point éloigné. Par exemple, une grue reliée à la terre qui entre en contact avec une  ligne électrique sous tension expose toute personne touchant  la grue ou  son câble de traction à une tension de contact proche de la tension de la ligne électrique.
La « tension de maillage » caractérise  une grille de conducteurs de mise à la terre. La tension de maillage est la différence entre le potentiel de l'installation mise à la terre par une grille de terre, et le potentiel mesuré au milieu de la grille

## Évaluation des solutions
Une analyse technique du système d'alimentation peut être utilisée pour déterminer le niveau des tensions de pas ou de contact. Le résultat de cette analyse peut montrer la nécessité de mesures de protection et orienter le choix de solutions appropriées. 
Plusieurs méthodes peuvent être mises en œuvre pour protéger les travailleurs contre les  gradients de potentiels : la création de zones équipotentielles, des équipements d'isolation, et des zones de travail restreintes. 
1. La création d'une zone équipotentielle permet de protéger un travailleur contre le risque de tension de contact et de pas. Une telle zone est réalisée au moyen d'un plan métallique relié à l’installation. Cependant les zones équipotentielles ne protègent que les travailleurs qui sont entièrement à l’intérieur de celles-ci. L’interconnexion d'objets conducteurs dans la zone de travail peut également être utilisée pour minimiser le potentiel entre ces objets et entre chaque objet et le sol. (L’interconnexion  d'un objet en dehors de la zone de travail peut augmenter le potentiel de contact de cet objet dans certains cas néanmoins.)
2. L'utilisation de matériels isolants, tels que des gants en caoutchouc, peut protéger les travailleurs qui manipulent des équipements reliés à la terre  et des conducteurs. Le matériel isolant doit être évalué pour la tension la plus élevée qui peut survenir  sur ces équipements dans des conditions de défaut (plutôt que pour la tension maximale).
3. Restreindre  l’accès des travailleurs aux secteurs où des potentiels dangereux pourraient survenir est un moyen de protéger les personnels qui ne sont pas directement impliqués dans l’activité. Les travailleurs proches  de structures conductrices doivent être maintenus à une distance où les tensions de pas  seraient insuffisantes pour causer des blessures. Les travailleurs ne doivent pas manipuler des conducteurs susceptibles d’élévation de potentiel à moins d’être dans une zone équipotentielle ou d’être protégés par des équipements d’isolation.

Dans des installations comme les postes de distribution électrique, il est de pratique courante de couvrir la surface d'une couche à haute résistivité de pierre concassée ou d'asphalte. La couche de surface offre une résistance élevée entre les pieds et la grille de sol et constitue  une méthode efficace pour réduire le risque de  tension de pas ou de contact. 

## Calculs
En principe, le potentiel de la grille Vgrid peut être calculé en utilisant la loi d'Ohm si le courant de défaut (If) et la résistance de la grille (Zgrid) sont connus. 
{\displaystyle \mathbf {V} _{grid}=\mathbf {I} _{f}\times \mathbf {Z} _{grid}}
Alors que le  courant de défaut d’une distribution ou d’un système de transmission peut généralement être calculé ou estimé avec précision, le calcul de la résistance de la grille de terre est plus compliqué.  La difficulté dans le calcul provient de la forme irrégulière des grilles et des variations de la résistivité du sol à différentes profondeurs. 
À l’extérieur de la grille, le potentiel décroît.  Le cas le plus simple d’étude de la variation de potentiel en fonction de la distance est celui d’une électrode en forme de tige dans une terre homogène.  Le profil de tension est donné par l’équation suivante :
{\displaystyle \mathbf {V} _{r}={\frac {\mathbf {\rho I} }{\mathbf {2\pi r_{x}} }}}
où 
{\displaystyle \mathbf {r_{x}} } est la distance entre un point {\displaystyle \mathbf {x} } de la terre et la grille de mise à la terre.
{\displaystyle \mathbf {V} _{r}} est la tension à distance {\displaystyle \mathbf {r_{x}} } de la grille, en volts.
{\displaystyle \mathbf {\rho } } est la résistivité de la terre, en Ω·m.
{\displaystyle \mathbf {I} } est le courant injecté à la terre en ampères.
Ce cas de figure est un modèle simplifié ; les systèmes de mise à la terre sont en général plus complexes qu’une simple tige, et le sol a une résistivité variable.  On peut dire toutefois que la résistance d’une grille est inversement proportionnelle à la superficie qu’elle couvre ; cette règle peut être utilisée pour évaluer rapidement le degré de difficulté pour un site particulier.  Les programmes de calcul exécutables sur des ordinateurs de bureau peuvent modéliser les effets de la résistance du sol et produire des calculs détaillés de l’élévation du potentiel de terre, en utilisant diverses techniques, y compris la méthode par éléments finis.

## Normes et réglementations
L'Occupational Safety and Health Administration (OSHA) a désigné l'EPR comme un « danger connu » et a publié des règlements régissant l'élimination de ce danger sur les lieux de travail. 
IEEE Std. 80-2000 est une norme qui porte sur le calcul et les moyens de limiter les tensions de pas et de contact à des niveaux acceptables.